# Wikariat apostolski Trinidadu

Mapa wikariatu

Wikariat apostolski Trinidadu – (łac. Apostolicus Vicariatus Trinitensis, hisz. Vicariatos Apostólico de Trinidad) – rzymskokatolicki wikariat apostolski ze stolicą w Trinidadzie, w Kolumbii.
W 2022 na terenie wikariatu apostolskiego pracowało 10 zakonników i 6 sióstr zakonnych.

## Historia
Od 1893 ludność współczesnego wikariatu apostolskiego Trinidadu ewangelizowana była głównie przez augustianów rekolektów w ramach wikariatu apostolskiego Casanare.
29 października 1999 decyzją papieża św. Jana Pawła II wikariat apostolski Casanare został zlikwidowany a w jego miejsce erygowano wikariat apostolski Trinidadu i diecezję Yopal.

## Wikariusze apostolscy Trinidadu
- Héctor Javier Pizarro Acevedo OAR (23 października 2000 - nadal) biskup tytularny Ceramus

## Parafie
- św. Rocha w Maní
- Matki Bożej z Candelaria w Orocué
- Matki Bożej Wniebowzięcia w San Luis de Palenque
- Niepokalanego Poczęcia w Trinidadzie (katedralna)
- Serca Jezusa w Trinidadzie[1]